# Veleparma thajská
Veleparma thajská (Catlocarpio siamensis) je paprskoploutvá ryba, která obývá řeky poloostrova Zadní Indie. 
Je pravděpodobně největší kaprovitou rybou na světě. Podle nepotvrzených zpráv byly dříve loveny kusy dlouhé přes tři metry a vážící až 300 kilogramů. V důsledku nadměrného rybolovu se tato ryba stala kriticky ohroženou. Ve 21. století se jen vzácně objevují jedinci delší než jeden metr a vážící přes 100 kg. Ohrožení pro tento druh představuje také průmyslové znečištění vody a plány na stavbu přehrad. Vzhledem k vysoké poptávce po kvalitním mase veleparmy se ve Vietnamu zavádí její chov v akvakultuře.
Veleparma se vyskytuje v povodí řek Mekong, Meklong a Menam-Čao-Praja. Mladí jedinci žijí v mělkých ramenech, dospělci preferují hlavní říční koryto, pouze v období monzunů se šíří do zaplavených lesů. Živí se převážně vodními rostlinami, příležitostně si zpestřují jídelníček korýši nebo menšími rybami. Období tření nastává v červenci a srpnu. Ryba se může dožít až třiceti let. 
Veleparma byla oficiálně vyhlášena národní rybou Kambodži.
Má čtyři sady chromozomů, je tak jednou z mála ryb, u nichž se vyskytuje polyploidie.